# Bancor
Bancor ist der Name einer von den englischen Ökonomen John Maynard Keynes und Ernst Friedrich Schumacher entworfenen Weltwährung, die im Anschluss an den Zweiten Weltkrieg im Rahmen einer neu zu schaffenden International Clearing Union (ICU) entstehen sollte. Der im April 1943 veröffentlichte Entwurf sah die Einführung des Bancor als internationale Verrechnungseinheit vor, an die die teilnehmenden Währungen gekoppelt werden sollten. Der Wert des Bancor selbst sollte durch Gold gedeckt werden.
Die an dem System teilnehmenden Staaten sollten nach Vorstellung Keynes’ Guthaben in Bancor bei der ICU unterhalten. Das initiale Guthaben sollte auf Basis vorangegangenen Handelsvolumens berechnet werden und zusätzliche Bestände gegen Gold erworben werden können. Ein Umtausch der Verrechnungswährung in Gold war nicht vorgesehen, so dass Bancorreserven das System nicht hätten verlassen können. Ziel dieser Maßnahme war die Verhinderung eines run auf den Bancor. Durch Handelsüberschüsse entstehende Guthaben sollten den Bancorreserven gutgeschrieben werden und Defizite ebenso zu einer Belastung dieser führen. Weiterhin waren Möglichkeiten zur kurzfristigen Überziehung gegenüber der Clearingstelle vorgesehen.
Mit dem Ziel eines stabileren Welthandels- und Währungssystems waren Sanktionen für Länder, die ein dauerhaftes Bancor-Defizit ausweisen (beispielsweise in Form von Währungsabwertung, Kapitalkontrollen, Pfändung von Goldreserven) als auch für solche die permanente Überschüsse erzielen (z. B. Währungsaufwertung, Zwang zur internationalen Kreditvergabe) vorgesehen. Damit sollte systematische Beggar-thy-Neighbor-Politik, die in den 30er Jahren in eine Deflationsspirale geführt und die internationalen Spannungen massiv verschärft hatte, unmöglich gemacht werden. Überschusskandidaten sollten gezwungen werden, Maßnahmen einzuleiten, die eine Rückführung des Überschusses zum Ziel haben und die gleichzeitig defizitäre Staaten unterstützen würden. Eine Ausweitung der Importe eines Überschusslandes sollte im Idealfall zu steigenden Exporten (und damit sinkenden Defiziten) bei den Defizitkandidaten führen.
Die britischen Vorschläge unter der Führung Keynes’ (Keynes-Plan) wurden nicht umgesetzt. Im Rahmen der Konferenz von Bretton Woods wurde ein auf dem amerikanischen Entwurf von Harry Dexter White basierender Kompromiss mit einem Leitwährungssystem auf Basis eines goldgedeckten US-Dollar beschlossen. In Europa wurde jedoch mit der europäischen Zahlungsunion zwischen 1950 und 1958 eine Clearing Union errichtet und erprobt.
In den späten 1950er Jahren erkannte der belgisch-amerikanische Ökonom Robert Triffin den als Triffin-Dilemma bekannt gewordenen Zielkonflikt zwischen kurzfristigen nationalen und langfristigen internationalen ökonomischen Interessen, der entsteht, wenn eine nationale Währung als internationale Reservewährung fungiert. Um diesem Konflikt entgegenzutreten, wurden 1969 vom Internationalen Währungsfonds (IWF) sogenannte Sonderziehungsrechte (Special Drawing Rights oder kurz SDR) eingeführt. Diese Sonderziehungsrechte basieren auf einem Währungskorb aus US-Dollar, Euro, Pfund und Yen und können bei Bedarf in andere Währungen getauscht werden. Als globale Währungsreserve konnten sich SDR nicht durchsetzen, und ihr Anteil an den gesamten Währungsreserven beträgt ca. 5 %.
Im Zuge der Finanzkrise ab 2007 wurde die Idee einer zentralen Verrechnungseinheit, die als globale Reserverwährung fungiert, wieder aufgegriffen. Der Präsident der Chinesischen Volksbank Zhou Xiaochuan schlug im März 2009 vor, die Rolle der SDR auszubauen und als einzige globale Reservewährung zu etablieren. Der Vorschlag erfuhr Unterstützung von russischer Seite, und auch der französische Präsident Nicolas Sarkozy betonte die Vorteile eines supranationalen Währungssystems. Im April 2010 diskutierte der IWF in einer Veröffentlichung die Problematik und nannte als eine Möglichkeit die Entwicklung von SDR hin zu einer internationalen Währung, die „Keynes zu Ehren zum Beispiel Bancor genannt“ werden könne.